# Stadio Čornomorec'
Lo stadio Čornomorec' (in ucraino Стадіон Чорноморець?, Stadion Čornomorec') è il principale impianto sportivo di Odessa. Lo stadio ospita le partite casalinghe del Chornomorets, squadra militante nel campionato ucraino.

## Storia
Inaugurato nel 1935, fu inizialmente dedicato a Taras Hryhorovyč Ševčenko. Dal 1945 al 1958 era noto come Piščevik. In seguito fu rinominato prima Avangard, poi Central'nyj stadion ČGMP e infine Central'nyj stadion ČMP dal 1963. Dal dicembre del 2003 ha assunto la denominazione attuale.
Nel 2008 fu chiuso e demolito per essere ricostruito L'impianto è stato inaugurato il 19 novembre 2011, nel match contro il Karpaty terminato 2-2. Lo stadio è stato anche preso in considerazione, senza successo, per un'eventuale candidatura ad Euro 2012. Dal 2015 è la sede della Supercoppa d'Ucraina.